# Österreichische Eishockey-Liga 2014/15
Die Saison 2014/15 der Österreichischen Eishockeyliga begann am 12. September 2014 und endete am 14. April 2015 mit dem vierten Spiel des Playoff-Finales. Titelverteidiger war der HC Bozen, der damalige zweitplatzierte EC Red Bull Salzburg wurde nach zwei Sweeps im Halbfinale und Finale neuer Österreichischer Meister.

## Teilnehmende Mannschaften
Das Teilnehmerfeld blieb unverändert, wenngleich es im Sommer 2014 lang anhaltende Unsicherheiten um den Verbleib des HC Bozen in der Liga gab. Der Titelverteidiger meldete finanzielle Probleme und suchte nach neuen Sponsoren, um die Finanzierung der Spielzeit zu sichern. Die Teilnahme wurde erst im Juli 2014 fixiert.
| Mannschaft             | Vorjahresplatzierung | Trainer                                   | Heimarena                  | Kapazität |
| HC Bozen               | Meister              | Mario Simioni Don MacAdam (ab Feb. 2015)  | Eiswelle                   | 7.000     |
| EC Red Bull Salzburg   | Vizemeister          | Dan Ratushny                              | Volksgarten-Arena          | 3.500     |
| EC VSV                 | 3. (Halbfinale)      | Hannu Järvenpää                           | Stadthalle Villach         | 4.500     |
| EHC Liwest Linz        | 4. (Halbfinale)      | Rob Daum                                  | KeineSorgenEisarena        | 4.863     |
| EC Dornbirn            | 5. (Viertelfinale)   | Dave MacQueen                             | Messestadion Dornbirn      | 4.270     |
| Orli Znojmo            | 6. (Viertelfinale)   | Jiří Režnar                               | Hostan Arena               | 5.500     |
| Vienna Capitals        | 7. (Viertelfinale)   | Tom Pokel Jim Boni (ab Feb. 2015)         | Albert-Schultz-Halle       | 7.022     |
| Sapa Fehérvár AV19     | 8. (Viertelfinale)   | Rob Pallin                                | Eishalle Székesfehérvár    | 3.500     |
| EC KAC                 | 9.                   | Martin Stloukal Doug Mason (ab Okt. 2014) | Eissportzentrum Klagenfurt | 5.088     |
| EC Graz 99ers          | 10.                  | Todd Bjorkstrand                          | Eisstadion Graz-Liebenau   | 4.050     |
| HDD Olimpija Ljubljana | 11.                  | Fabian Dahlem                             | Hala Tivoli                | 5.000     |
| HC Innsbruck           | 12.                  | Christer Olsson                           | Tiroler Wasserkraft Arena  | 3.200     |

(gereiht nach Vorjahrsplatzierung)

### Nachwuchsligen
Die folgenden Nachwuchsligen sind ebenso von der Erste Bank Eishockey Liga organisiert und werden – neben anderen Vereinen – von vielen EBEL-Clubs mit eigenen Mannschaften bestritten:
| Liga                              | Meister              | Teilnehmer |
| --------------------------------- | -------------------- | ---------- |
| U20 Erste Bank Young Stars League | SAPA Fehérvár AV19   | 14 Teams   |
| U18 Erste Bank Juniors League     | EC Red Bull Salzburg | 17 Teams   |

## Saisonvorbereitung
Wie in den vergangenen Spielzeiten spielten die EBEL-Clubs mehrere Turniere und Einzelspiele zur Vorbereitung auf die neue Saison.
Anmerkung: Mannschaften aus der EBEL sind fett dargestellt
| Turnier                                               | Zeitraum             | Teilnehmende Mannschaften | Endstand |
| Memoriál Pavla Zábojníka Zvolen, Slowakei             | 14.–16. August 2014  | Sapa Fehérvár AV19 Piráti Chomutov (1. Liga, CZE) HKm Zvolen (Extraliga, SVK) HC 05 Banská Bystrica (Extraliga, SVK) GKS Tychy (Ekstraliga, POL) ASC Corona 2010 Brașov (Rumänische Eishockeyliga) | 1. HC 05 Banská Bystrica (6 Punkte, 13:7 Tore) 2. Piráti Chomutov (6 Punkte, 6:2 Tore) 3. HKm Zvolen (4 Punkte, 5:4 Tore) 4. Sapa Fehérvár AV19 (4 Punkte, 5:6 Tore) 5. GKS Tychy (3 Punkte, 6:10 Tore) 6. ASC Corona 2010 Brașov (3 Punkte, 4:10 Tore) |
| Gäubodenvolksfest-Pokalturnier Straubing, Deutschland | 15.–17. August 2014  | EC KAC Augsburger Panther (DEL) KHL Medveščak Zagreb (KHL) Straubing Tigers (DEL) | 1. Augsburger Panther (2 Siege, 9:4 Tore) 2. KHL Medveščak Zagreb (1 Sieg, 5:5 Tore) 2. Straubing Tigers (1 Sieg, 6:5 Tore) 4. EC KAC (0 Siege, 4:10 Tore)                                                                                              |
| Nürnberger Versicherungs Cup Garmisch, Deutschland    | 23.–24. August 2014  | HC Innsbruck EV Landshut (DEL2) SC Riessersee (DEL2) Düsseldorfer EG (DEL) | 1. HC Innsbruck (2 Siege, 9:6 Tore) 2. Düsseldorfer EG (1 Sieg, 6:6 Tore) 3. EVL Landshut (1 Sieg, 8:7 Tore) 4. SC Riessersee (0 Siege, 4:8 Tore) |
| Gábor-Ocskay-Gedenkturnier Székesfehérvár, Ungarn     | 6.–7. September 2014 | Sapa Fehérvár AV19 HDD Olimpija Ljubljana EC Graz 99ers Miskolci Jegesmedvék JSE (MOL Liga) | 1. HDD Olimpija Ljubljana 2. Sapa Fehérvár AV19 3. EC Graz 99ers 4. Miskolci Jegesmedvék JSE |

## Modus
Der grundlegende Modus mit Hauptrunde (doppelte Hin- und Rückrunde), Zwischenrunde (Playoff-Race) und Playoffs blieb unverändert, jedoch wurden Änderungen im Detail vorgenommen. Hauptspieltage sind Freitag und Sonntag (1 Spiel wird von ServusTV übertragen). Donnerstag ist ein Livespiel (von laola1.tv übertragen). Ein weiterer Spieltag ist Samstag im Rahmen des Roadtrip (RT). Dabei spielt die Mannschaft am Roadtrip an 2 oder 3 aufeinander folgenden Tagen gegen 2 geographisch nahe gelegene Ligamannschaften. In der Saison 2014/15 werden sämtliche Viertel, -Halb- und Finalspiele in den Playoffs in einer best-of-seven Serie gespielt.

## Grunddurchgang
Der Grunddurchgang begann mit der ersten Runde am 12. September 2014. Im frühen Saisonverlauf setzte sich der EC Red Bull Salzburg rasch an die Spitze und behielt diese Position anschließend für das Gros der Saison. Im unteren Tabellenfeld zeigte sich rasch, dass insbesondere der HDD Olimpija Ljubljana der dünnen Personaldecke und den beschränkten finanziellen Möglichkeiten Tribut zollen musste.
Beim EC KAC wurde der umstrittene Trainer Martin Stloukal gemeinsam mit Co-Trainer Gerald Ressmann nur wenige Spiele nach Saisonbeginn entlassen, nachdem die Mannschaft in mehreren Spielen weit hinter den Erwartungen zurückgeblieben war. Schlusspunkt von Stloukals Tätigkeit in Klagenfurt war eine 0:9-Heimniederlage gegen den EHC Linz. Mit Doug Mason wurde Anfang Oktober 2014 sein Nachfolger präsentiert.
Nach den Erfolgen in den vergangenen Jahren wurden auch in dieser Saison wieder Freiluftspiele ausgetragen. Das größere der beiden war das sogenannte EBEL-Winter Classic 2015, ein Kärntner Derby im Wörthersee Stadion, bei dem der EC VSV am 3. Jänner 2015 vor 29.700 Zuschauern den EC KAC mit 4:1 besiegen konnte. Als zweite Mannschaft veranstaltete der HDD Olimpija Ljubljana im Dezember zwei Spiele unter freiem Himmel, wobei weitere Begegnungen wegen des warmen Wetters abgesagt werden mussten.

### Tabelle
| Rang | Team                   | SP | S  | N  | SNV | NNV | SNP | NNP | T   | GT  | TVH | PTS |
| ---- | ---------------------- | -- | -- | -- | --- | --- | --- | --- | --- | --- | --- | --- |
| 1    | EC Red Bull Salzburg   | 44 | 30 | 14 | 2   | 1   | 2   | 4   | 165 | 112 | +53 | 65  |
| 2    | EHC Liwest Linz        | 44 | 28 | 16 | 4   | 2   | 3   | 1   | 155 | 113 | +42 | 59  |
| 3    | EC VSV                 | 44 | 26 | 18 | 2   | 0   | 2   | 1   | 132 | 119 | +13 | 53  |
| 4    | Vienna Capitals        | 44 | 24 | 20 | 0   | 0   | 1   | 4   | 119 | 117 | +2  | 52  |
| 5    | Orli Znojmo            | 44 | 24 | 20 | 0   | 1   | 3   | 3   | 157 | 132 | +25 | 52  |
| 6    | Sapa Fehérvár AV19     | 44 | 25 | 19 | 3   | 0   | 2   | 1   | 141 | 139 | +2  | 51  |
| 7    | HC Bozen               | 44 | 21 | 23 | 2   | 1   | 3   | 1   | 119 | 122 | −3  | 44  |
| 8    | EC KAC                 | 44 | 17 | 27 | 1   | 5   | 1   | 3   | 114 | 137 | −23 | 42  |
| 9    | EC Graz 99ers          | 44 | 18 | 26 | 1   | 3   | 1   | 2   | 120 | 132 | −12 | 41  |
| 10   | Dornbirner EC          | 44 | 19 | 25 | 1   | 1   | 1   | 1   | 121 | 147 | −26 | 40  |
| 11   | HC Innsbruck           | 44 | 16 | 28 | 0   | 3   | 3   | 2   | 110 | 134 | −24 | 37  |
| 12   | HDD Olimpija Ljubljana | 44 | 16 | 28 | 2   | 1   | 2   | 1   | 95  | 144 | −49 | 34  |

Endstand; Legende: SP = Spiele, S = Siege, N = Niederlagen, SNV = Siege nach Verlängerung, NNV = Niederlage nach Verlängerung, SNP = Siege nach Penaltyschießen, NNP = Niederlage nach Penaltyschießen, T= Tore, GT = Gegentore, TVH = Torverhältnis, PTS = Punkte

## Zwischenrunde
In der Zwischenrunde wurden zwei weitere Trainerwechsel bekanntgegeben. Im Februar trennten sich die Vienna Capitals von Tom Pokel und verpflichteten als Nachfolger Jim Boni, der die Mannschaft bereits 2003 bis 2007 trainiert und unter anderem zum Meistertitel der Saison 2004/05 geführt hatte. Außerdem ersetzte der HC Bozen Trainer Mario Simioni durch Don MacAdam.
In der Platzierungsrunde setzte sich der EC Red Bull Salzburg vor dem EHC Linz durch, während der EC VSV keines der zehn Spiele gewinnen konnte und abgeschlagen Letzter wurde. In der Qualifikationsrunde konnte sich der HZC Bozen frühzeitig für die Playoffs qualifizieren, während bis zur letzten Runde drei Mannschaften (EC KAC, EC Graz 99ers und der EC Dornbirn) Chancen auf Platz zwei hatten. Hier setzte sich mit dem EC KAC die Mannschaft mit der besten Ausgangsposition durch.

### Platzierungsrunde
| Rang | Team                 | SP | S | N  | SNV | NNV | SNP | NNP | T  | GT | TVH | PTS (BP) |
| ---- | -------------------- | -- | - | -- | --- | --- | --- | --- | -- | -- | --- | -------- |
| 1    | EC Red Bull Salzburg | 10 | 8 | 2  | 0   | 0   | 2   | 0   | 35 | 25 | +10 | 20 (4)   |
| 2    | EHC Liwest Linz      | 10 | 7 | 3  | 0   | 0   | 0   | 0   | 34 | 24 | +10 | 17 (3)   |
| 3    | Orli Znojmo          | 10 | 7 | 3  | 0   | 0   | 3   | 0   | 33 | 23 | +10 | 14 (0)   |
| 4    | Sapa Fehérvár AV19   | 10 | 6 | 4  | 2   | 0   | 0   | 0   | 23 | 22 | +1  | 12 (0)   |
| 5    | Vienna Capitals      | 10 | 2 | 8  | 0   | 0   | 0   | 3   | 20 | 33 | −13 | 8 (1)    |
| 6    | EC VSV               | 10 | 0 | 10 | 0   | 2   | 0   | 2   | 11 | 29 | −18 | 6 (2)    |

Legende: SP = Spiele, S = Siege, N = Niederlagen, SNV = Siege nach Verlängerung, NNV = Niederlage nach Verlängerung, SNP = Siege nach Penaltyschießen, NNP = Niederlage nach Penaltyschießen, T= Tore, GT = Gegentore, TVH = Torverhältnis, PTS = Punkte (BP = Bonuspunkte aus dem Grunddurchgang)

### Qualifikationsrunde
| Rang | Team                   | SP | S | N | SNV | NNV | SNP | NNP | T  | GT | TVH | PTS (BP) |
| ---- | ---------------------- | -- | - | - | --- | --- | --- | --- | -- | -- | --- | -------- |
| 7    | HC Bozen               | 10 | 7 | 3 | 0   | 0   | 1   | 1   | 37 | 25 | +12 | 19 (4)   |
| 8    | EC KAC                 | 10 | 7 | 3 | 0   | 0   | 0   | 0   | 34 | 18 | +16 | 17 (3)   |
| 9    | EC Graz 99ers          | 10 | 6 | 4 | 0   | 1   | 1   | 1   | 27 | 20 | +7  | 16 (2)   |
| 10   | Dornbirner EC          | 10 | 5 | 5 | 1   | 0   | 0   | 2   | 25 | 23 | +2  | 13 (1)   |
| 11   | HC Innsbruck           | 10 | 4 | 6 | 0   | 0   | 2   | 0   | 15 | 29 | −14 | 8 (0)    |
| 12   | HDD Olimpija Ljubljana | 10 | 1 | 9 | 0   | 0   | 0   | 0   | 11 | 34 | −23 | 2 (0)    |

Legende: SP = Spiele, S = Siege, N = Niederlagen, SNV = Siege nach Verlängerung, NNV = Niederlage nach Verlängerung, SNP = Siege nach Penaltyschießen, NNP = Niederlage nach Penaltyschießen, T= Tore, GT = Gegentore, TVH = Torverhältnis, PTS = Punkte (BP = Bonuspunkte aus dem Grunddurchgang)

## Statistik nach der Zwischenrunde

### Topscorer
| Spieler        | Team           | SP | T  | A  | PKT | SM  | +/- | PPT | SHT | GWT | SOG | SG%     | FO       | FO%      |
| -------------- | -------------- | -- | -- | -- | --- | --- | --- | --- | --- | --- | --- | ------- | -------- | -------- |
| Andrew Sarauer | Székesfehérvár | 54 | 21 | 38 | 59  | 55  | +4  | 4   | 2   | 4   | 142 | 14,79 % | 636/594  | 51,71 %  |
| Andrew Kozek   | Linz           | 54 | 32 | 23 | 55  | 52  | +20 | 8   | 1   | 6   | 180 | 17,78 % | n. i. W. | n. i. W. |
| Brian Lebler   | Linz           | 54 | 35 | 18 | 53  | 64  | +17 | 8   | 0   | 6   | 242 | 14,46 % | n. i. W. | n. i. W. |
| Thomas Raffl   | Salzburg       | 52 | 26 | 27 | 53  | 20  | +10 | 7   | 3   | 4   | 208 | 12,50 % | n. i. W. | n. i. W. |
| Rob Hisey      | Linz           | 54 | 13 | 40 | 53  | 64  | +24 | 0   | 1   | 2   | 105 | 12,38 % | 307/342  | 47,30 %  |
| Brett Sterling | Salzburg       | 49 | 23 | 28 | 51  | 100 | +24 | 6   | 2   | 3   | 141 | 16,31 % | n. i. W. | n. i. W. |
| John Hughes    | Salzburg       | 53 | 11 | 39 | 50  | 20  | +17 | 3   | 0   | 3   | 117 | 9,40 %  | n. i. W. | n. i. W. |
| Jamie Lundmark | KAC            | 54 | 24 | 25 | 49  | 73  | +6  | 7   | 1   | 3   | 201 | 11,94 % | 252/181  | 58,20 %  |
| Jamie Arniel   | Dornbirn       | 54 | 22 | 27 | 49  | 32  | +10 | 7   | 0   | 5   | 226 | 9,73 %  | 432/506  | 46,06 %  |
| Ryan Duncan    | Salzburg       | 52 | 19 | 30 | 49  | 12  | +21 | 6   | 0   | 4   | 145 | 13,10 % | 541/465  | 53,78 %  |

### Torhüter
| Spieler                 | Team           | SP | MIN  | GT  | GTS  | SaT  | SGH  | SGH%  | SO | S  | N  |
| ----------------------- | -------------- | -- | ---- | --- | ---- | ---- | ---- | ----- | -- | -- | -- |
| Jean-Philippe Lamoureux | VSV            | 45 | 2739 | 111 | 2,37 | 1632 | 1521 | 93,20 | 2  | 24 | 21 |
| Michael Ouzas           | Linz           | 45 | 2727 | 101 | 2,20 | 1451 | 1350 | 93,04 | 6  | 31 | 14 |
| Luka Gračnar            | Salzburg       | 27 | 1587 | 54  | 2,04 | 740  | 686  | 92,70 | 1  | 21 | 4  |
| Andy Chiodo             | Ljubljana      | 39 | 2245 | 114 | 3,02 | 1445 | 1331 | 92,11 | 2  | 14 | 25 |
| Nathan Lawson           | Dornbirn       | 37 | 2044 | 98  | 2,88 | 1226 | 1129 | 92,09 | 1  | 19 | 15 |
| Dany Sabourin           | Graz           | 54 | 3226 | 145 | 2,65 | 1796 | 1651 | 91,93 | 3  | 24 | 30 |
| Christian Engstrand     | Székesfehérvár | 21 | 1217 | 45  | 2,22 | 555  | 510  | 91,89 | 2  | 12 | 9  |
| Pekka Tuokkola          | KAC            | 43 | 2511 | 105 | 2,47 | 1249 | 1144 | 91,59 | 4  | 21 | 19 |
| Jaroslav Hübl           | Bozen          | 53 | 3204 | 142 | 2,63 | 1685 | 1543 | 91,57 | 4  | 27 | 26 |
| Matt Zaba               | Capitals       | 38 | 2261 | 91  | 2,29 | 1050 | 960  | 91,43 | 4  | 20 | 16 |
| Chris Holt              | Znojmo         | 27 | 1574 | 69  | 2,52 | 795  | 726  | 91,32 | 1  | 14 | 13 |
| Patrik Nechvátal        | Znojmo         | 19 | 982  | 49  | 3,00 | 564  | 515  | 91,31 | 0  | 11 | 4  |
| Miklós Rajna            | Székesfehérvár | 16 | 881  | 39  | 2,66 | 447  | 408  | 91,28 | 1  | 8  | 6  |
| Adam Munro              | Innsbruck      | 48 | 2751 | 135 | 2,91 | 1525 | 1390 | 91,15 | 3  | 17 | 30 |
| David Madlener          | Dornbirn       | 17 | 863  | 46  | 3,21 | 504  | 458  | 90,87 | 1  | 4  | 9  |
| Bernd Brückler          | Salzburg       | 25 | 1449 | 75  | 2,95 | 691  | 616  | 89,15 | 2  | 13 | 12 |
| René Swette             | KAC            | 14 | 741  | 42  | 3,33 | 378  | 336  | 88,89 | 1  | 3  | 10 |
| Josh Robinson           | Székesfehérvár | 20 | 1131 | 72  | 3,72 | 627  | 555  | 88,52 | 0  | 11 | 8  |
| David Kickert           | Capitals       | 18 | 1013 | 52  | 2,96 | 443  | 391  | 88,26 | 0  | 6  | 11 |

Legende:
Feldspieler: SP = Spiele, T = Tore, A = Assists, PKT = Scorerpunkte, SM = Strafminuten, PPT = Powerplaytore, SHT = Unterzahltore, GWT = Spielentscheidende Tore, SOG = Schüsse aufs Tor, SG% = Schusseffizienz, FO = Face-Offs gewonnen und verloren, FO% = Face-Off-Effizienz
Torhüter: SP = Spiele, MIN = Spielminuten, GT = Gegentore, GTS = Gegentorschnitt, SaT = Schüsse aufs Tor, SGH = gehaltene Schüsse, SGH% = Fangquote, SO = Shutouts, S = Gewonnene Spiele, N = Niederlagen

## Playoffs

### Playoff-Baum
Die drei bestplatzierten Mannschaften der Platzierungsrunde wählten ihre Gegner für das Viertelfinale aus, wobei sich der folgende Turnierbaum ergab.
| Viertelfinale | Viertelfinale        | Viertelfinale   |     |                      | Halbfinale | Halbfinale | Halbfinale |  |  | Finale | Finale | Finale |
|               |                      |                 |     |                      |            |            |            |  |  |        |        |        |
| PL1           | EC Red Bull Salzburg | 4               |     |                      |            |            |            |  |  |        |        |        |
| PL6           | EC VSV               | 1               |     |                      |            |            |            |  |  |        |        |        |
| PL6           | EC VSV               | 1               | PL1 | EC Red Bull Salzburg | 4          |            |            |  |  |        |        |        |
|               |                      |                 | PL1 | EC Red Bull Salzburg | 4          |            |            |  |  |        |        |        |
|               | QU2                  | EC KAC          | 0   |                      |            |            |            |  |  |        |        |        |
| PL3           | QU2                  | EC KAC          | 0   | Orli Znojmo          | 1          |            |            |  |  |        |        |        |
| PL3           |                      |                 |     | Orli Znojmo          | 1          |            |            |  |  |        |        |        |
| QU2           | EC KAC               | 4               |     |                      |            |            |            |  |  |        |        |        |
| QU2           | EC KAC               | 4               | PL1 | Red Bull Salzburg    | 4          |            |            |  |  |        |        |        |
|               |                      |                 |     | Red Bull Salzburg    | 4          |            |            |  |  |        |        |        |
|               | PL5                  | Vienna Capitals | 0   |                      |            |            |            |  |  |        |        |        |
| PL4           | PL5                  | Vienna Capitals | 0   | Sapa Fehérvár AV19   | 2          |            |            |  |  |        |        |        |
| PL4           |                      |                 |     | Sapa Fehérvár AV19   | 2          |            |            |  |  |        |        |        |
| PL5           | Vienna Capitals      | 4               |     |                      |            |            |            |  |  |        |        |        |
| PL5           | Vienna Capitals      | 4               | PL2 | EHC Linz             | 1          |            |            |  |  |        |        |        |
|               |                      |                 | PL2 | EHC Linz             | 1          |            |            |  |  |        |        |        |
|               | PL5                  | Vienna Capitals | 4   |                      |            |            |            |  |  |        |        |        |
| PL2           | PL5                  | Vienna Capitals | 4   | EHC Linz             | 4          |            |            |  |  |        |        |        |
| PL2           |                      |                 |     | EHC Linz             | 4          |            |            |  |  |        |        |        |
| QU1           | HC Bozen             | 3               |     |                      |            |            |            |  |  |        |        |        |

### Viertelfinale
Im ersten Viertelfinale konnte sich Favorit Salzburg nach fünf Spielen und 4:1 Siegen gegen den EC VSV durchsetzen, wenngleich zwei der Begegnungen erst in der Verlängerung entschieden wurden. Das vierte Spiel der Serie brach dabei den bis dahin geltenden Rekord für das längste Spiel der Liga-Geschichte; es wurde erst in der dritten Overtime bei der Zeitmarke von 111:39 Minuten durch ein Tor des Salzburger Stürmers John Hughes entschieden.
Ebenfalls recht früh entschieden wurde die Serie zwischen Orli Znojmo und dem EC KAC. Hier stieg die Mannschaft aus Klagenfurt nach ebenfalls nur fünf Spielen ins Halbfinale auf, wobei drei der vier Siege auswärts erreicht wurden. Auch hier konnten nur zwei Spiele in regulärer Spielzeit entschieden werden, wobei die zweite Begegnung mit einer Dauer von 87:24 Minuten ebenso in die zweite Overtime ging. Orli Znojmo verpasste damit auch im vierten Anlauf in Folge das Halbfinale und konnte damit weiterhin keine Playoff-Serie in der EBEL gewinnen.
Die Vienna Capitals gerieten in ihrer Serie gegen Sapa Fehérvár AV19 durch zwei Auftaktniederlagen rasch unter Druck, wobei sich im zweiten Spiel erneut die Heimschwäche der Wiener gegen die souveräne ungarische Mannschaft als ausschlaggebend erwies. Die Capitals konnten die Serie aber unter anderem mit zwei Auswärtssiegen letztendlich drehen und im sechsten Spiel auf eigenem Eis für sich entscheiden.
Die Begegnung der Linzer gegen den amtierenden Meister aus Bozen erwies sich letztlich als ausgeglichener, als es das deutliche 7:3-Ergebnis zugunsten der Linzer im Auftaktspiel zunächst vermuten ließ. Beide Mannschaften konnten ihre jeweiligen Heimspiele in der einzigen Serie ohne Overtime-Siege gewinnen, sodass diese auch als einzige über die volle Distanz von sieben Spielen ging. Im letzten Spiel setzte sich der EHC Linz jedoch trotz Rückstandes nach dem ersten Drittel durch und nahm damit den amtierenden Meister aus dem Bewerb.
| EC Red Bull Salzburg (1) – HC VSV (6) | EC Red Bull Salzburg (1) – HC VSV (6) | EC Red Bull Salzburg (1) – HC VSV (6) |
| ------------------------------------- | ------------------------------------- | ------------------------------------- |
| 6. März                               | EC Red Bull Salzburg – EC VSV         | 2:1 (0:1, 0:0, 2:0)                   |
| 8. März                               | EC VSV – EC Red Bull Salzburg         | 6:5 n. V. (2:2, 3:2, 0:1, 1:0)        |
| 10. März                              | EC Red Bull Salzburg – EC VSV         | 4:0 (2:0, 1:0, 1:0)                   |
| 13. März                              | EC VSV – EC Red Bull Salzburg         | 1:2 n. V. (0:1, 1:0, 0:0, 0:1)        |
| 15. März                              | EC Red Bull Salzburg – EC VSV         | 4:1 (0:0, 1:0, 3:1)                   |
| Endstand in der Serie: 4:1            |                                       |                                       |

| EHC Linz (2) – HC Bozen (7) | EHC Linz (2) – HC Bozen (7) | EHC Linz (2) – HC Bozen (7) |
| --------------------------- | --------------------------- | --------------------------- |
| 6. März                     | EHC Linz – HC Bozen         | 7:3 (1:0, 4:1, 2:2)         |
| 8. März                     | HC Bozen – EHC Linz         | 6:4 (3:2, 1:2, 2:0)         |
| 10. März                    | EHC Linz – HC Bozen         | 2:1 (0:0, 1:0, 1:1)         |
| 13. März                    | HC Bozen – EHC Linz         | 3:2 (1:0, 2:1, 0:1)         |
| 15. März                    | EHC Linz – HC Bozen         | 5:4 (0:3, 1:1, 4:0)         |
| 17. März                    | HC Bozen – EHC Linz         | 2:1 (1:0, 1:0, 0:1)         |
| 20. März                    | EHC Linz – HC Bozen         | 4:3 (1:2, 2:0, 1:1)         |
| Endstand in der Serie: 4:3  |                             |                             |

| HC Orli Znojmo (3) – EC KAC (8) | HC Orli Znojmo (3) – EC KAC (8) | HC Orli Znojmo (3) – EC KAC (8) |
| ------------------------------- | ------------------------------- | ------------------------------- |
| 6. März                         | HC Orli Znojmo – EC KAC         | 4:5 (0:1, 1:4, 3:0)             |
| 8. März                         | EC KAC – HC Orli Znojmo         | 5:6 n. V. (2:2, 1:2, 2:1, 0:1)  |
| 10. März                        | HC Orli Znojmo – EC KAC         | 3:6 (0:3, 3:2, 0:1)             |
| 13. März                        | EC KAC – HC Orli Znojmo         | 2:1 n. V. (1:0, 0:0, 0:1, 1:0)  |
| 15. März                        | HC Orli Znojmo – EC KAC         | 1:2 n. V. (0:0, 1:0, 0:1, 0:1)  |
| Endstand in der Serie: 1:4      |                                 |                                 |

| Sapa Fehérvár AV19 (4) – Vienna Capitals (5) | Sapa Fehérvár AV19 (4) – Vienna Capitals (5) | Sapa Fehérvár AV19 (4) – Vienna Capitals (5) |
| -------------------------------------------- | -------------------------------------------- | -------------------------------------------- |
| 6. März                                      | Sapa Fehérvár AV19 – Vienna Capitals         | 4:3 (2:0, 2:0, 0:3)                          |
| 8. März                                      | Vienna Capitals – Sapa Fehérvár AV19         | 1:4 (0:2, 1:1, 0:1)                          |
| 10. März                                     | Sapa Fehérvár AV19 – Vienna Capitals         | 2:3 (1:0, 0:3, 1:0)                          |
| 13. März                                     | Vienna Capitals – Sapa Fehérvár AV19         | 2:1 n. V. (1:1, 0:0, 0:0, 1:0)               |
| 16. März                                     | Sapa Fehérvár AV19 – Vienna Capitals         | 2:5 (0:4, 1:0, 1:1)                          |
| 18. März                                     | Vienna Capitals – Sapa Fehérvár AV19         | 2:1 n. V. (0:0, 0:0, 1:1, 1:0)               |
| Endstand in der Serie: 2:4                   |                                              |                                              |

### Halbfinale
Salzburg konnte das Halbfinale gegen den KAC mit einem Sweep für sich entscheiden. Die Mannschaft erwies sich in allen Begegnungen als letztlich überlegen, wobei sie insbesondere vor dem gegnerischen Tor souverän agierte. Dies erwies sich unter anderem im letzten Spiel als ausschlaggebender Faktor: zwei Mal gelang der Ausgleich binnen kurzer Zeit; der Siegestreffer in der Overtime fiel nach nur 41 Sekunden.
In der zweiten Halbfinal-Serie setzten sich die Capitals nach fünf Spielen durch, obwohl das Auftaktspiel noch an die Linzer gegangen war. Die Wiener erwiesen sich als fokussiertere Mannschaft, während den Linzern über weite Strecken die Konsequenz im Spiel fehlte. So kippte die Serie schließlich zugunsten der Capitals, die ebenfalls auswärts den Playoff-Einzug fixierten. Mit Spiel fünf der Serie übertrafen die Playoffs 2015 den bis dahin geltenden Rekord für die meisten Begegnungen, die nicht in der regulären Spielzeit entschieden wurden.
| EC Red Bull Salzburg (1) – EC KAC (8) | EC Red Bull Salzburg (1) – EC KAC (8) | EC Red Bull Salzburg (1) – EC KAC (8) |
| ------------------------------------- | ------------------------------------- | ------------------------------------- |
| 22. März                              | EC Red Bull Salzburg – EC KAC         | 5:2 (2:1, 2:0, 1:1)                   |
| 24. März                              | EC KAC – EC Red Bull Salzburg         | 3:4 (2:0, 1:3, 0:1)                   |
| 26. März                              | EC Red Bull Salzburg – EC KAC         | 6:4 (2:3, 1:0, 3:1)                   |
| 29. März                              | EC KAC – EC Red Bull Salzburg         | 2:3 n. V. (0:0, 1:1, 1:1, 0:1)        |
| Endstand in der Serie: 4:0            |                                       |                                       |

| EHC Linz (2) – Vienna Capitals (5) | EHC Linz (2) – Vienna Capitals (5) | EHC Linz (2) – Vienna Capitals (5) |
| ---------------------------------- | ---------------------------------- | ---------------------------------- |
| 22. März                           | EHC Linz – Vienna Capitals         | 3:2 n. V. (0:0, 1:2, 1:0, 1:0)     |
| 24. März                           | Vienna Capitals – EHC Linz         | 5:4 n. V. (2:0, 2:2, 0:2, 1:0)     |
| 26. März                           | EHC Linz – Vienna Capitals         | 3:4 (0:2, 1:1, 2:1)                |
| 29. März                           | Vienna Capitals – EHC Linz         | 4:2 (3:0, 1:1, 0:1)                |
| 31. März                           | EHC Linz – Vienna Capitals         | 1:2 n. V. (1:1, 0:0, 0:0, 0:1)     |
| Endstand in der Serie: 1:4         |                                    |                                    |

### Finale
Nach dem Halbfinale konnte der EC Red Bull Salzburg auch das Finale mit einem Sweep für sich entscheiden. Für die Capitals war dies der zweite Final-Sweep nach der Saison 2012/13. Die Salzburger stellten damit auch einen Rekord für die wenigsten Partien bis zum Titelgewinn auf, wenn alle Serien als Best-of-Seven gespielt wurden (13 Spiele für 12 Siege). Zwei Sweeps hatte auch der EHC Linz in den Playoffs der Saison 2002/03 geschafft, jedoch waren die beiden Serien im Best-of-Five-Modus gespielt worden.
| Finale: EC Red Bull Salzburg (PL1) – Vienna Capitals (PL5)                     | | | |
| Dienstag, 7. April 2015, 19:30 Uhr Eisarena, Salzburg 3.200 Zuschauer          | EC Red Bull Salzburg | 6:1 (1:0, 1:1, 4:0) | Vienna Capitals |
| Dienstag, 7. April 2015, 19:30 Uhr Eisarena, Salzburg 3.200 Zuschauer          | Thomas Raffl (19:29, Matthias Trattnig, Dominique Heinrich) Ryan Duncan (37:41, Brian Fahey) John Hughes (40:25, Powerplay, Dominique Heinrich, Brett Sterling) Brian Fahey (49:48, Powerplay, Dominique Heinrich, Ben Walter) Kyle Beach (51:49, Brian Fahey, Ben Walter) Brett Sterling (59:29, John Hughes, Dominique Heinrich) | Strafminuten: 6 bzw. 18 Torhüter: Luka Gračnar (Salzburg, 60:00, 31 Schüsse, 1 Tor) Matthew Zaba (Capitals, 60:00, 32 Schüsse, 6 Tore)   | Ken Magowan (39:26, Rafael Rotter) |
| Freitag, 10. April 2015, 19:30 Uhr Albert-Schultz-Halle, Wien 7.022 Zuschauer  | Vienna Capitals | 4:5 (2:1, 1:4, 1:0) | EC Red Bull Salzburg |
| Freitag, 10. April 2015, 19:30 Uhr Albert-Schultz-Halle, Wien 7.022 Zuschauer  | Dustin Sylvester (06:16, Powerplay, Ken Magowan, Rafael Rotter) Peter MacArthur (13:46, Kristopher Foucault, Philippe Lakos) Matt Watkins (21:36, Ken Magowan, Patrick Peter) Jonathan Ferland (53:44, Powerplay, Rafael Rotter, Brett Carson)                                                                                     | Strafminuten: 20 bzw. 37 Torhüter: Matthew Zaba (Capitals, 59:23, 32 Schüsse, 5 Tore) Luka Gračnar (Salzburg, 60:00, 31 Schüsse, 4 Tore) | Brett Sterling (17:13, John Hughes, Alexander Pallestrang) Dominique Heinreich (22:06, Kyle Beach, Alexander Pallestrang) Brett Sterling (27:47, Brian Fahey, John Hughes) Ryan Duncan (33:50, Brett Sterling, John Hughes) Dominique Heinreich (36:23, Powerplay, Troy Milam, John Hughes) |
| Sonntag, 12. April 2015, 17:30 Uhr Eisarena, Salzburg 3.200 Zuschauer          | EC Red Bull Salzburg | 5:1 (1:1, 1:0, 3:0) | Vienna Capitals |
| Sonntag, 12. April 2015, 17:30 Uhr Eisarena, Salzburg 3.200 Zuschauer          | John Hughes (04:24, Ryan Duncan, Brett Sterling) Thomas Raffl (30:26, Powerplay, Dominique Heinrich, Matthias Trattnig) Ryan Duncan (44:14, Daniel Welser) Thomas Raffl (46:43, Powerplay, Dominique Heinrich, Brett Sterling) Ben Walter (50:11, Kyle Beach, Alexander Pallestrang)                                               | Strafminuten: 14 bzw. 16 Torhüter: Luka Gračnar (Salzburg, 60:00, 28 Schüsse, 1 Tor) Matthew Zaba (Capitals, 60:00, 34 Schüsse, 5 Tore)  | Nikolaus Hartl (13:06, Kevin Puschnik) |
| Dienstag, 14. April 2015, 19:30 Uhr Albert-Schultz-Halle, Wien 7.022 Zuschauer | Vienna Capitals | 3:4 (2:1, 1:1, 0:2) | EC Red Bull Salzburg |
| Dienstag, 14. April 2015, 19:30 Uhr Albert-Schultz-Halle, Wien 7.022 Zuschauer | Jonathan Ferland (08:34, Powerplay, Kristopher Foucault, Brett Carson) Kristopher Foucault (18:48, Jonathan Ferland) Rafael Rotter (24:01, Powerplay, Dustin Sylvester, Brett Carson) | Strafminuten: 39 bzw. 14 Torhüter: Matthew Zaba (Capitals, 59:40, 38 Schüsse, 4 Tore) Luka Gračnar (Salzburg, 60:00, 24 Schüsse, 3 Tore) | Thomas Raffl (12:00, Powerplay, John Hughes, Brett Sterling) Daniel Welser (36:46, Powerplay, Brian Fahey, Ryan Duncan) Kyle Beach (44:49, Powerplay, Troy Milam, Brian Fahey) Brett Sterling (47:23, Powerplay, Matthias Trattnig, Florian Mühlstein)                                      |

## Playoff-Statistik

### Topscorer
| Spieler        | Team     | SP | T  | A  | PKT | SM | +/- | PPT | SHT | GWT | SOG | SG%     | FO       | FO%      |
| -------------- | -------- | -- | -- | -- | --- | -- | --- | --- | --- | --- | --- | ------- | -------- | -------- |
| John Hughes    | Salzburg | 13 | 7  | 6  | 23  | 12 | +18 | 1   | 1   | 2   | 40  | 17,50 % | n. i. W. | n. i. W. |
| Brett Sterling | Salzburg | 13 | 10 | 11 | 21  | 26 | +16 | 3   | 0   | 1   | 42  | 23,81 % | n. i. W. | n. i. W. |
| Rafael Rotter  | Capitals | 15 | 2  | 15 | 17  | 17 | +8  | 1   | 0   | 1   | 30  | 6,67 %  | n. i. W. | n. i. W. |
| Ryan Duncan    | Salzburg | 13 | 5  | 11 | 16  | 4  | +15 | 0   | 0   | 1   | 41  | 12,20 % | 152/131  | 53,71 %  |
| Brad Moran     | Linz     | 12 | 3  | 11 | 14  | 4  | +9  | 0   | 0   | 0   | 36  | 8,33 %  | 108/53   | 67,08 %  |
| Brian Fahey    | Salzburg | 13 | 3  | 11 | 14  | 11 | +7  | 2   | 0   | 0   | 28  | 10,71 % | n. i. W. | n. i. W. |
| Kyle Beach     | Salzburg | 13 | 10 | 3  | 13  | 31 | +6  | 2   | 1   | 2   | 46  | 21,74 % | n. i. W. | n. i. W. |
| Kris Foucault  | Capitals | 14 | 7  | 6  | 13  | 18 | +3  | 2   | 0   | 1   | 52  | 13,46 % | n. i. W. | n. i. W. |
| Jamie Lundmark | KAC      | 9  | 6  | 7  | 13  | 6  | +6  | 0   | 0   | 1   | 51  | 11,76 % | 44/35    | 55,70 %  |
| Brian Lebler   | Linz     | 12 | 6  | 7  | 13  | 12 | +10 | 2   | 0   | 1   | 59  | 10,17 % | n. i. W. | n. i. W. |

### Torhüter
| Spieler                 | Team           | SP | MIN | GT | GTS  | SaT | SGH | SGH%  | SO | S  | N |
| ----------------------- | -------------- | -- | --- | -- | ---- | --- | --- | ----- | -- | -- | - |
| Thomas Dechel           | Linz           | 1  | 24  | 1  | 2,50 | 22  | 21  | 95,45 | 0  | 1  | 0 |
| René Swette             | KAC            | 6  | 349 | 13 | 2,24 | 211 | 198 | 93,84 | 1  | 3  | 4 |
| Miklós Rajna            | Székesfehérvár | 2  | 127 | 4  | 1,89 | 63  | 59  | 93,65 | 0  | 0  | 1 |
| Luka Gračnar            | Salzburg       | 13 | 836 | 29 | 2,08 | 446 | 417 | 93,50 | 1  | 12 | 1 |
| Christian Engstrand     | Székesfehérvár | 5  | 253 | 11 | 2,61 | 147 | 136 | 92,52 | 1  | 3  | 4 |
| Jean-Philippe Lamoureux | VSV            | 5  | 354 | 16 | 2,72 | 212 | 196 | 92,45 | 2  | 3  | 6 |
| Patrik Nechvátal        | Znojmo         | 5  | 289 | 12 | 2,49 | 145 | 133 | 91,72 | 0  | 1  | 2 |
| Jaroslav Hübl           | Bozen          | 7  | 418 | 25 | 3,59 | 299 | 274 | 91,64 | 0  | 3  | 6 |
| Matthew Zaba            | Capitals       | 15 | 957 | 47 | 2,95 | 491 | 444 | 90,43 | 2  | 10 | 6 |
| Michael Ouzas           | Linz           | 12 | 696 | 38 | 3,28 | 393 | 355 | 90,33 | 3  | 7  | 9 |

Feldspieler: SP = Spiele, T = Tore, A = Assists, PKT = Scorerpunkte, SM = Strafminuten, PPT = Powerplaytore, SHT = Unterzahltore, GWT = Spielentscheidende Tore, SOG = Schüsse aufs Tor, SG% = Schusseffizienz, FO = Face-Offs gewonnen und verloren, FO% = Face-Off-Effizienz
Torhüter: SP = Spiele, MIN = Spielminuten, GT = Gegentore, GTS = Gegentorschnitt, SaT = Schüsse aufs Tor, SGH = gehaltene Schüsse, SGH% = Fangquote, SO = Shutouts, S = Gewonnene Spiele, N = Niederlagen

## Kader des österreichischen Meisters
| Österreichischer Meister EC Red Bull Salzburg | Torhüter: Bernd Brückler, Luka Gračnar Verteidiger: Brian Fahey, Dominique Heinrich, Corin Konradsheim, Zdeněk Kutlák, Philipp Lindner, Troy Milam, Florian Mühlstein, Alexander Pallestrang, Matthias Trattnig Angreifer: Kyle Beach, Marco Brucker, Alexander Cijan, Ryan Duncan, John Hughes, Konstantin Komarek, Andreas Kristler, Manuel Latusa, Markus Pöck, Thomas Raffl, Alexander Rauchenwald, Brett Sterling, Ben Walter, Daniel Welser Trainerstab: Daniel Ratushny, Rob Davison |

## Zuschauerstatistik
Die folgende Tabelle gibt die Zuschauerzahlen der Clubs, sowie der gesamten Liga wieder. Angeführt sind Heim- und Auswärtsspiele, sowie die Gesamtsummen. Beim EC KAC ist unter den Heimspielen das Freiluftderby im Wörthersee-Stadion enthalten, das mit 29.700 Zuschauern den Heimschnitt des EC KAC etwas nach oben schnellen ließ.
|      |                        | Heimspiele | Heimspiele | Heimspiele | Auswärtsspiele | Auswärtsspiele | Auswärtsspiele | Gesamt | Gesamt    | Gesamt |
| Rang | Mannschaft             | SP         | ZU         | SCHN       | SP             | ZU             | SCHN           | SP     | ZU        | SCHN   |
| ---- | ---------------------- | ---------- | ---------- | ---------- | -------------- | -------------- | -------------- | ------ | --------- | ------ |
| 1    | Vienna Capitals        | 34         | 163.566    | 4.811      | 35             | 114.260        | 3.265          | 69     | 277.826   | 4.026  |
| 2    | EC KAC                 | 31         | 148.008    | 4.774      | 32             | 100.208        | 3.132          | 63     | 248.216   | 3.940  |
| 3    | EHC Linz               | 34         | 155.965    | 4.587      | 32             | 97.006         | 3.031          | 66     | 252.971   | 3.833  |
| 4    | EC VSV                 | 29         | 101.480    | 3.499      | 30             | 117.544        | 3.918          | 59     | 219.024   | 3.712  |
| 5    | Sapa Fehérvár AV19     | 30         | 98.012     | 3.267      | 30             | 92.755         | 3.092          | 60     | 190.767   | 3.179  |
| 6    | EC Red Bull Salzburg   | 34         | 84.387     | 2.482      | 33             | 122.369        | 3.708          | 67     | 206.756   | 3.086  |
| 7    | Orli Znojmo            | 30         | 83.724     | 2.791      | 29             | 86.405         | 2.979          | 59     | 170.129   | 2.884  |
| 8    | HC Bozen               | 30         | 67.498     | 2.250      | 31             | 94.658         | 3.053          | 61     | 162.156   | 2.658  |
| 9    | Graz 99ers             | 27         | 69.100     | 2.559      | 27             | 72.762         | 2.695          | 54     | 141.862   | 2.627  |
| 10   | Dornbirner EC          | 27         | 68.912     | 2.552      | 27             | 71.849         | 2.661          | 54     | 140.761   | 2.607  |
| 11   | HC Innsbruck           | 27         | 48.300     | 1.789      | 27             | 72.371         | 2.680          | 54     | 120.671   | 2.235  |
| 12   | HDD Olimpija Ljubljana | 27         | 26.750     | 991        | 27             | 73.515         | 2.723          | 54     | 100.265   | 1.857  |
|      | Liga Gesamt            | 360        | 1.115.702  | 3.099      | 360            | 1.115.702      | 3.099          | 720    | 2.231.404 | 3.099  |